# 石田千穗
石田千穗（日语：石田 千穂，2002年3月17日— ），是日本偶像藝人，是女子偶像團體STU48及其分隊Charming Trip的成員。她的經紀公司是TWIN PLANET。

## 個人略歷
2017
- 3月19日，她通過了STU48 一期生甄选[錨點失效]（8061名申請人，31名入圍者）的最後一輪。
- 5月3日，她在廣島市的廣島花節上作為STU48成員亮相。[5]。
- 與門脇実優菜和石田南組成的三人小組參加了9月24日的 AKB48集團猜拳大会，進入第三輪[6]。

2018
- 在6月16日於名古屋巨蛋舉行的AKB48第53張單曲世界選拔總選舉中，她得到了14,537票，排名第99位[7]
- 10月25日，她作為STU48內一個以 "女孩旅行 "為主題的小隊 "Charming Trip "的隊長，開始了名為 "課外活動 "的分队活動

.
2019
- 石田千穗首次被選為AKB48第56首單曲的選拔成員，該單曲於9月18日發行[9][10]。

2020
- 1月24日，在TOKYO DOME CITY HALL舉行了她的首次個人演唱會「STU48石田千穗個人演唱會,回家之前是千穗Kon」！[10][11][12][13]。
- 從 3 月 13 日起的 4 週時間裡，在 Hulu 上擁有了第一個冠番組“STU48 石田千穗 的 工作石田千穗”。[14]。

- 7月7日，在劇場船STU48舉行的個人公演「千穗訓練中~石田千穂生誕祭~」中，報告了她移籍至經紀公司TWIN PLANET的演員部門WILD PLANET[4]。

- 12月2日，第一本寫真集《檸檬的季節》發售。[10][15][16]。

2021
- 4月5日，STU48在官網宣布暫停活動。[17][18]。

- 6月29日，STU48在官網宣布恢復活動。[19]。7月2日，他們在Twitter上宣布恢復活動。[20]。

## 人物
因為從小住在山區，到廣島市有很長的路要走。
她從小就開始做模特，並立志將來成為一名偶像。AKB48集團內尊敬的成員是前輩柏木由紀。
她是廣島演員學校（ASH）的畢業生（2012年第26期），
2012年在加入ASH後不久，她在Fairies的Fairies NEXT的試鏡中贏得大獎。從那時起，她就被稱為 "ASH的沉睡的大器"，一位參與出版的人士說："石田千穂在現在很罕見。 她有可能成為超越渡邊麻友的王道偶像"。她自己曾說過，她想成為 "最強的偶像"，並在ASH與石野理子（紅色公園）、段原瑠瑠、植木美心（Juice=Juice）和植木美心(原The Coin Lockers）組成校內小分队。
她最喜歡的食物是牡蠣、海鰻和蛋捲。她的業餘愛好包括看電影和做蛋捲。她推薦旅行之友（拌飯香鬆）和武藏的嫩雞肉便當作為瀨戶內地區的推薦食品[1]。

### 文獻
1. 1 2 3  . STU48.   [2020-08-21]. （原始内容存档于2022-08-08）.
2. ↑  . ナタリー. ナターシャ. 2019  [2020-11-30]. 原始内容存档于2022-04-27.
3. 1 2  . TWIN PLANET. 2020-07-03  [2020-08-21]. （原始内容存档于2021-09-22）.
4. 1 2  . マイナビニュース. 2020-07-08  [2020-08-21].[]
. 蜜柑通信. 2020-07-07  [2021-04-05]. （原始内容存档于2022-01-18）.
5. ↑  . デイリースポーツ. 2017-05-03  [2020-08-21]. （原始内容存档于2022-02-01）.
6. ↑  . AKB48.   [2020-08-21]. （原始内容存档于2022-05-26）.
7. ↑  . ORICON MUSIC. 2018-06-16  [2020-08-21]. （原始内容存档于2021-01-19）.
8. ↑  . STU48. 2018-10-25  [2020-08-21]. （原始内容存档于2020-09-20）.
9. ↑  . 徳島新聞. 2019-07-23  [2020-08-21]. （原始内容存档于2020-09-27）.
10. 1 2 3 4  木村武雄. . MusicVoice. 2020-12-03  [2020-12-06].
木村武雄. . MusicVoice. 2020-12-05  [2020-12-06].
11. ↑  . ORICON MUSIC. 2020-01-25  [2020-08-21]. （原始内容存档于2020-10-17）.
12. 1 2  [. 東スポWeb. 2020-01-25  [2020-12-06]. （原始内容存档于2020-12-06）.
13. ↑  . リアルサウンド (株式会社blueprint). 2020-03-15  [2021-04-05]. （原始内容存档于2020-07-10）.
14. ↑  . ザテレビジョン. 2020-03-09  [2020-08-21]. （原始内容存档于2022-10-19）.
15. ↑  . ORICON NEWS (oricon ME). 2020-11-20  [2021-04-05]. （原始内容存档于2022-10-15）.
16. ↑  . 音楽ナタリー (ナターシャ). 2020-12-02  [2021-04-05]. （原始内容存档于2022-10-20）.
17. ↑  . ORICON NEWS (oricon ME). 2021-04-05  [2021-04-05]. （原始内容存档于2022-10-16）.
18. ↑  . STU48 OFFICIAL WEB SITE. STU. 2021-04-05  [2021-04-05]. （原始内容存档于2021-04-16）.
19. ↑  . STU48 OFFICIAL WEB SITE. STU. 2021-06-29  [2021-07-01]. （原始内容存档于2021-07-11）.
20. ↑  . スポーツ報知 (報知新聞社). 2021-07-02  [2021-07-02]. （原始内容存档于2022-10-20）.
21. 1 2  . ENTAME next (徳間書店). 2020-02-08  [2021-04-05]. （原始内容存档于2020-12-06）.
22. 1 2 3  . アクターズスクール広島.   [2020-08-21]. （原始内容存档于2021-12-05）.
アクターズスクール広島 卒業生紹介 （页面存档备份，存于）
. アクターズスクール広島.   [2020-12-06]. （原始内容存档于2020-08-07）.
. アクターズスクール広島.   [2017-05-08]. （原始内容存档于2017-09-28）.
. アクターズスクール広島.   [2020-12-06]. （原始内容存档于2017-05-11）.
森ユースケ. . 日刊SPA！ (オリコン). 2021-02-02  [2021-02-03]. （原始内容存档于2021-06-26）.
23. 1 2  . アクターズスクール広島.   [2020-08-21]. （原始内容存档于2021-12-05）.
24. ↑  .   [2022-08-02]. （原始内容存档于2022-11-10）.

## 外部鏈結
- プロフィール （页面存档备份，存于） - STU48
- 石田千穂（STU48） （页面存档备份，存于） - TWIN PLANET
- 石田千穂的X（前Twitter）
- 石田千穂的Instagram帳戶
- 石田 千穂（STU48）的SHOWROOM專頁